# MV Bukoba
El MV Bukoba fue un barco de vapor dedicado al transporte de pasajeros que se hundió en el lago Victoria, a 30 kilómetros de Mwanza, Tanzania, el 21 de mayo de 1996, falleciendo cerca de 800 personas a bordo. El barco cubría la ruta entre los puertos de Bukoba y Mwanza en el momento de la tragedia.
La capacidad para pasajeros del barco rondaba los 430, pero iban alrededor de 800 a bordo cuando se hundió. 
Benjamin William Mkapa, Presidente de Tanzania en aquellos momentos, declaró tres días de luto nacional.